# Kendall Jenner
Kendall Nicole Jenner (Los Angeles, 3. studenoga 1995.) je američka manekenka i javna ličnost. Kći je Kris Jenner i Caitlyn Jenner, a postala je poznata po reality showu Keeping Up with the Kardashians. S 14 godina se krenula baviti modelingom, a surađivala je s poznatim high-fashion modnim brendovima, te sudjelovala na tjednima mode u New Yorku, Parizu i Londonu. Ona je brend ambasador marke Estée Lauder.

## Biografija
Rođena je 3. studenoga 1995. godine u Los Angelesu, Kaliforniji. Otac joj je Caitlyn Jenner (transrodna osoba), te učesnik (kao Bruce Jenner) Olimpijskih igara 1976., a majka Kris Jenner je televizijska zvjezda.  
Ima jednu mlađu sestru, Kylie Jenner, te osmero polubraće i polusestara. S očeve strane ima polubraću Brodya, Brandona i Burta i polusestru Casey Marino. S majčine strane ima jednog polubrata Roba Kardashiana i tri polusestre Kourtney Kardashian, Kim Kardashian i Khloe Kardashian. 
Kendall je odrasla sa svojom sestrom i Kardashianima u Calabasasu, elitnom predgrađu na zapadu Los Angelesa. 
Kći je oca Brucea Jennera (Caitlyn Jenner) i majke Kristen Jenner. Bruce je pobjednik na ljetnim olimpijskim igrama 1976., a njezina je majka poznata kao javna osoba. Dijete je iz velike obitelji sa sestrom Kylie Jenner, polusestrama Kim Kardashian, Khloé Kardashian, Kourtney Kardashian, Casey Jenner, polubraćom Brodyjem Jennerom, Burtom Jennerom, Brandonom Jennerom i Robertom Kardashianom. 
Pohađala je Sierra Canyon School i Yorkshire High School. Nije nastavila daljnje školovanje kako bi se posvetila karijeri.
Njezina vrijednost je oko 40 milijuna dolara. 

## Karijera
Kendall je postala model s četrnaest godina kada je potpisala ugovor s  Wilhelmina Models. Prvi joj je posao bio the Rocker Babes s "a Twist campaign" za Forever 21 u prosincu 2009. i siječnju 2010. U prosincu 2012. radila je s poznatim fotografom Russelom Jamesom.
U 2015. sudjelovala je na Victoria's Secret  modnoj reviji. Hodala je i za Marc Jacobs, Chanel, Versace...
Sama i sa sestrom Kylie više je puta bila na naslovnicama poznatih časopisa Vogue, Elle, Seventeen...
- Jenner 2014.

Časopis People ju je uvrstio u popis 50 najljepših ljudi na svijetu 2014. 
Sudjelovala je u kampanjama s poznatim brendovima kao što su OPI, Steve Madden, PacSun, Calvin Klein, Estee Lauder, Whalerock Industries...
Jenner se prvi put pojavljuje u javnosti 2007. godine na emisiji Keeping Up with the Kardashians te u Kourtney and Khloé Take Miami, Kourtney and Kim Take New York i Khloé & Lamar. 

## Privatni život
Njezin je otac 2015. promijenio spol i ime u Catlyn Jenner. Dijete je iz majčinog drugog braka. Za vrijeme školovanja bavila se cheerleadingom.
Od svibnja 2020. je u vezi s košarkašem Devinom Bookerom.
- Kendall 2017.